# Anthony Mundine
Anthony Mundine (født 21. maj 1975) er en australsk professionel bokser og tidligere Rugby League-fodboldspiller.
Han er den nuværende midlertidige WBA letmellemvægt-mesterbokser, tidligere to gange WBA supermellemvægtmester, tidligere IBO mellemvægtmester og New South Wales State of Origin repræsentant fodboldspiller. Før han gik ind i boksning var han den højest betalte spiller i NRL. Han er søn af bokseren Tony Mundine og er medlem af Bundjalung people. 
Mundine har haft et stormfuldt forhold til medierne. Hans konvertering til Islam i 1999, hans selvpromoverende og egne bramfri udtalelser har skabt et had-kærlighedsforhold med den australske offentlighed. Han blev udnævnt til Aboriginal og Torres Strait Islander Person of the Year i 2000. Han har også vundet The Deadlys Award som mandlige sportsudøver of the Year i 2003 , 2006 og 2007 blandt andre.